# Peter Harings
Peter Harings (* 16. Juni 1961 in Sibbe) ist ein ehemaliger niederländischer Radrennfahrer und nationaler Meister im Radsport.

## Sportliche Laufbahn
Harings war im Straßenradsport und im Querfeldeinrennen (heutige Bezeichnung Cyclocross) aktiv. Zweimal gewann er nationale Meisterschaften im Radsport. 1985 holte er den Titel im Querfeldeinrennen der Amateure vor Huub Kools und auch im Straßenrennen war er in jener Saison erfolgreich. Er wurde vor Peter Steevenhagen Meister der Niederlande.
Mit der Nationalmannschaft startete er 1984 in der Österreich-Rundfahrt und wurde 43. der Gesamtwertung. 1985 siegte Harings im Etappenrennen Triptyque Ardennaise vor Frans Maassen. 1983 und 1985 holte er jeweils einen Etappensieg. Im Sealink International Grand Prix 1985 war er auf einem Tagesabschnitt erfolgreich. Im Circuit des Ardennes 1985 wurde er hinter Mario Hernig Zweiter. 
1986 wurde er Berufsfahrer im Radsportteam Panasonic und blieb bis 1990 als Radprofi aktiv. 1987 gewann er eine Etappe der Dänemark-Rundfahrt sowie das Rennen Memorial Fred De Bruyne. Im La Flèche Brabançonne kam er hinter dem Sieger Edwig Van Hooydonck auf den 2. Platz. In der Vuelta a España schied er aus.
Im Querfeldeinrennen wurde er 1983 Dritter der nationalen Meisterschaft. Bei den UCI-Weltmeisterschaften im Querfeldeinrennen kam er 1983 auf den 33. und 1985 auf den 12. Rang im Rennen der Amateure.

## Familiäres
Harings ist der Sohn von Huub Harings und Neffe von Jan Harings und Ger Harings, die ebenfalls Radrennfahrer waren.  == Weblinks ==
- Peter Harings in der Datenbank von Radsportseiten.com
- Peter Harings in der Datenbank von ProCyclingStats.com
- Peter Harings in der Datenbank von FirstCycling.com

| Personendaten    | Personendaten                  |
| ---------------- | ------------------------------ |
| NAME             | Harings, Peter                 |
| KURZBESCHREIBUNG | niederländischer Radrennfahrer |
| GEBURTSDATUM     | 16. Juni 1961                  |
| GEBURTSORT       | Sibbe                          |